# 鳴海陽菜
鳴海 陽菜（なるみ はるな、1986年3月24日 - ）は兵庫県出身のグラビアアイドル・タレントである。センスプロモーション所属。

## おもな出演

### テレビ
- インリンのM時ですョ!（2007年4月-9月 、サンテレビ） - Mドル1期生
- ファンキー!チューズデイ（2007年4月- 、サンテレビ）
- おはよう朝日です（ABC） - トレンドエキスプレスレポーター

### テレビドラマ
- 風のハルカ（NHK）

### 舞台
- 大川竜之助 役者一筋二十周年特別公演（2007年9月5日-9月6日 、国立文楽劇場）

### CM
- サンガリア
- ダイエー
- n's service

### レースクイーン
- SUPER GT「Marioレーシングギャル2007」
- スーパー耐久2007「ファンキークイーンズ」

## リリース作品

### DVD
- HARUNAxxx（はるな・きす・きす・きす）（2007年9月21日、ヴィーナスコミュニケーションズ/キャプチュード）[1]
- クロハルナ～DARKSIDE～（2007年10月21日、ヴィーナスコミュニケーションズ/キャプチュード）

### 写真集
- HARUNAHEARTS（2007年、ヴィーナスメディア出版/キャプチュード）